# Бернига (Бреша)
Бернига је насеље у Италији у округу Бреша, региону Ломбардија.
Према процени из 2011. у насељу је живело 70 становника. Насеље се налази на надморској висини од 414 м.